# Ethel Smyth

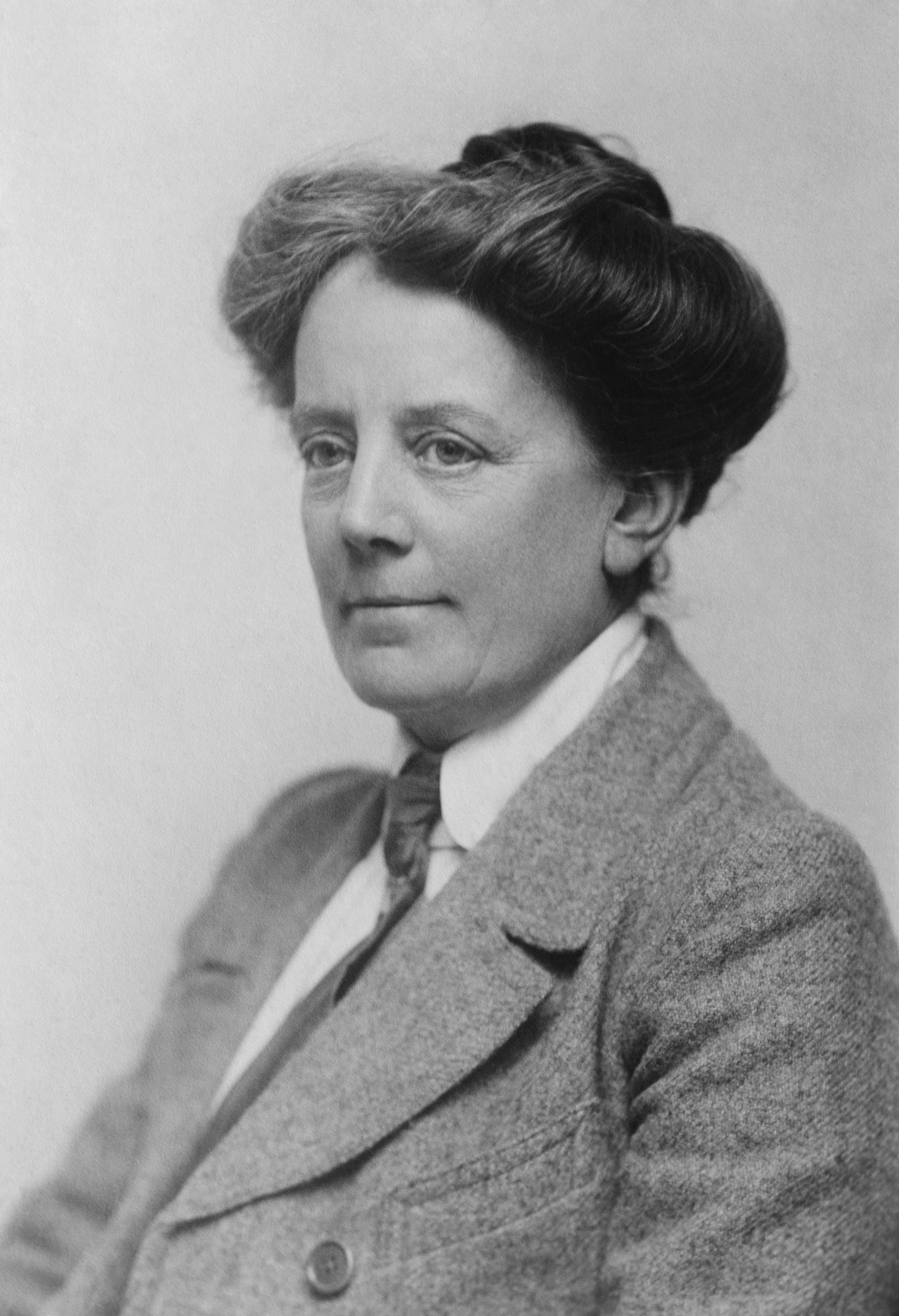
Ethel Smyth, 1922

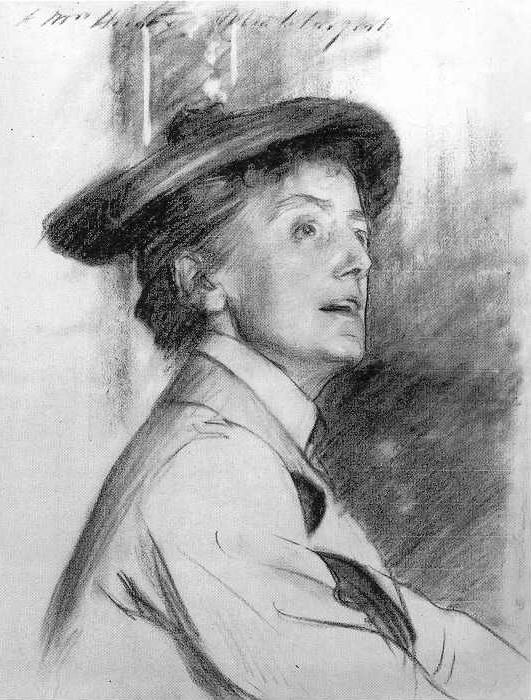
John Singer Sargent: Ethel Smyth, Kreidezeichnung von 1901 (National Portrait Gallery (London))

Dame Ethel Mary Smyth [smaɪθ] (* 23. April 1858 in Sidcup, Kent; † 8. Mai 1944 in Woking, Surrey) war eine britische Komponistin, Dirigentin, Schriftstellerin und eine der Mitkämpferinnen der britischen Suffragetten.
Ethel Smyths Leben war wesentlich davon geprägt, sich als Komponistin durchzusetzen und als solche Anerkennung in der Öffentlichkeit zu finden. Sie hatte den Anspruch, in ihrer Arbeit nicht als nebenher komponierende Lady, sondern als gleichwertig mit ihren männlichen Kollegen gesehen zu werden und von ihrer Arbeit zu leben. Ihre Kompositionen umfassen sinfonische Werke, Kammermusik, Chorwerke und Opern. Ihre bekannteste Oper ist The Wreckers (deutsch Strandrecht). Ihr bekanntestes Werk ist allerdings The March of the Women, das zu einer Hymne der englischen Frauenbewegung wurde.

## Leben

### Familie und frühe Erziehung
Ethel Smyth entstammt einer typischen viktorianischen Familie der oberen Mittelschicht, deren männliche Mitglieder – wenn sie nicht die militärische Laufbahn einschlugen – Karriere als Bischof, Kaufmann oder Bankier machten. Ihr Vater John Hale Smyth war Generalmajor und diente lange in der bengalischen Armee. Ungewöhnlicher war ihre Mutter Nina Emma Struth, die ihre Jugend in Paris verbracht hatte und besser Französisch als Englisch sprach. Die beiden heirateten am 30. Dezember 1848 in Norfolk.
Gemeinsam mit fünf Schwestern und einem Bruder wuchs Ethel in der Grafschaft Kent in der Nähe der englischen Ortschaft Sidcup, heute ein Teil von Greater London, auf. Die sechs Schwestern wurden von deutschen Gouvernanten erzogen, von denen eine ein vollständiges Klavierstudium am Leipziger Konservatorium absolviert hatte. Unter dem Einfluss dieser Gouvernante lernte Ethel die Musik Beethovens, Schuberts und Schumanns kennen, und in ihr reifte der Wunsch heran, gleichfalls in Leipzig Musik zu studieren.
Sie war ein temperamentvolles, eigenwilliges Kind: Mit vierzehn Jahren wurde sie kurzzeitig in ein Mädchenpensionat geschickt, weil sie daheim als „unmanageable“ (nicht beherrschbar) galt. Nach Hause zurückkehren durfte sie, nachdem zwei ihrer Schwestern für Töchter ihrer Schicht angemessene Ehen eingegangen waren. Ethel wurde daheim benötigt, um bei der Aufsicht über die übrigen drei Schwestern behilflich zu sein.
Smyths Wunsch, Musik zu studieren, wurde daheim entschieden abgelehnt. Ihre Kontakte zu einem Ehepaar – er war Musiker, sie Schriftstellerin –, mit denen sie Wagnerpartituren und die Berliozsche Instrumentationslehre studierte, wurden vom Vater rüde unterbunden. Immerhin gestattete ihre Familie, dass sie in London bei Clara Schumann Werke von Johannes Brahms spielen und hören konnte.
1877 erkämpfte sie sich endlich die Zustimmung ihrer Familie, in Leipzig Musik zu studieren. Vorausgegangen war ein vehementer Widerstand ihrerseits: Mit Hungerstreik, eisigem Schweigen und der Verweigerung der Aktivitäten, die von einer jungen Lady ihrer Schicht erwartet wurden – nämlich Kirch-, Dinner- und Ballbesuchen –, setzte sie ihre Absicht durch. Die Musikwissenschaftlerin Eva Rieger macht deutlich, wie ungewöhnlich diese Pläne waren:

„Ihre Pläne waren […] für ein Mädchen damaliger Zeit aberwitzig, zumal sie nicht […] im Ausland ihre pianistischen Fähigkeiten vervollkommnen wollte, um Musikpädagogin oder Klaviervirtuosin zu werden, sondern mit dem Kompositionsstudium in ein ‚männliches Revier‘ eindrang.“

Immerhin war es in Leipzig möglich, als Frau überhaupt Komposition zu studieren – ihrer Zeitgenossin Sabine Lepsius, die an der Musikhochschule Berlin in etwa zur gleichen Zeit studierte, wurde dort der Zutritt zur Kompositionsklasse verwehrt.

### Am Leipziger Konservatorium

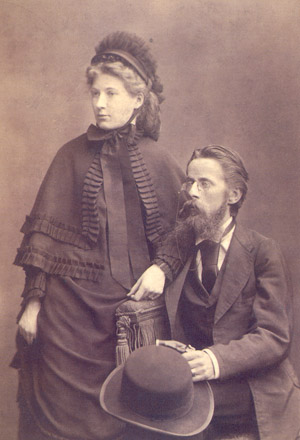
Elisabeth und Heinrich von Herzogenberg

Das Leipziger Konservatorium enttäuschte sie. Die Lehrer (darunter Carl Reinecke, der sie in Kompositionslehre unterrichtete) schienen ihr nicht ernsthaft genug: Sie kamen zu spät zum Unterricht, interessierten sich nicht wirklich für die von den Studenten vorgelegten Kompositionen und schienen lieber den Unterricht mit Anekdoten als mit wirklichem Inhalt zu füllen.
Wichtiger als der Unterricht am Leipziger Konservatorium wurde daher der Kreis der Musiker, in dem sie sich nun bewegen konnte, nachdem sie die engen Fesseln ihrer Familie abgelegt hatte. Nach wie vor galten für sie jedoch auch die gesellschaftlichen Konventionen ihrer Zeit, die sie in ihrer unkonventionellen Art gelegentlich trickreich unterlief:

„Eines Tages sah ich, daß Hofmanns Serenade in D, ein Musikstück, das ich ganz besonders gerne hören wollte, am nächsten Abend bei einem Freilicht-Konzert im Rosenthal-Restaurant gespielt werden würde, und kündigte an, daß ich dabeisein wolle. Doch Frau Professor meinte, das sei unmöglich, kein junges Mädchen könne zu einem solchen Ort allein gehen […] Ich lieh mir eine Perücke mit grauen Korkenzieherlocken und eine große Hornbrille, ihren [der Vermieterin] dichtesten Schleier und ihr Ausgehkleid, das, nachdem ich mich in mehrere Schichten Zeitungspapier gehüllt, mit einer Schnur festgezurrt und andere Vorrichtungen angebracht hatte, hervorragend paßte. Nachdem ich mir schließlich die entsprechenden Falten aufgemalt hatte, segelte ich ins Rosenthal.“

Sehr engen Kontakt hatte Smyth anfangs zu der Familie Röntgen. Engelbert Röntgen, Konzertmeister des Leipziger Gewandhausorchesters, ermutigte sie, in ihren Kompositionen fortzufahren, indem er das Rondothema ihrer ersten Klaviersonate mit Kompositionen von Mozart verglich. Auch das wohlhabende, kinderlose Ehepaar Herzogenberg förderte sie stark: Als sie nach einem Jahr Studium das Leipziger Konservatorium verließ, nahm sie bei Heinrich von Herzogenberg, dem Präsidenten des Leipziger Bachvereins, Privatunterricht. Die Herzogenbergs nahmen sie gleichsam als Ersatztochter an. Die Bindung zu der 11 Jahre älteren Elisabeth von Herzogenberg war jedoch noch wesentlich enger: Die beiden verband ein Liebesverhältnis, das Heinrich von Herzogenberg entweder ignorierte oder nicht wahrnahm.
Im Hause der Herzogenbergs nahm Smyth sehr intensiv am Kulturleben von Leipzig teil. Sie lernte Clara Schumann, Anton Rubinstein, Max Friedländer, Edvard Grieg und Johannes Brahms persönlich kennen und war mit der jüngsten Tochter von Mendelssohn, Lili Wach, eng befreundet. Insbesondere Brahms verkehrte viel im Hause der Herzogenbergs. Zu Brahms, der komponierenden Frauen gegenüber starke Vorbehalte hatte, entwickelte sie jedoch ein distanziertes Verhältnis: Einerseits bewunderte sie ihn, andererseits war seine ablehnende Haltung gegenüber Komponistinnen verletzend.

### Begegnung mit Henry Brewster
Im Herbst 1882 zog Smyth für eine kurze Zeit nach Florenz, wo die Schwester von Elisabeth von Herzogenberg, Julia Brewster, lebte. Das Verhältnis zu Julia Brewster war anfangs sehr innig. Deren Ehemann, der wohlhabende Literat Henry Brewster, verliebte sich bald heftig in die eigentlich eher lesbisch orientierte Smyth. Zwischen Julia und Henry Brewster kam es daraufhin zum Bruch, der auch dazu führte, dass sich Elisabeth von Herzogenberg von Smyth abwandte. Unter diesem Bruch litt Smyth sehr intensiv. Sie versuchte bis 1890, ihre Freundin Elisabeth von Herzogenberg zurückzugewinnen, und erst nach deren Tod im Jahre 1892 vertiefte Ethel Smyth ihre Beziehung zu Henry Brewster. Diese blieb jedoch noch mehrere Jahre rein platonisch. In ihrer Autobiografie What happened next schildert sie mit entwaffnender Offenheit, wie sie sich 1895 entschloss, auch sexuell eine Beziehung mit Henry Brewster einzugehen, und spricht von einer „erhabenen Kapitulation“ ihrerseits. Die enge Beziehung zu Henry Brewster hielt bis zu dessen Tode 1908 an. Der Opernfreund brachte sie darüber hinaus dieser Kunstform näher und schrieb für Smyth alle ihre weiteren Opernlibretti.

### Begegnung mit Tschaikowski
Die Entwicklung bis zu den ersten öffentlichen Erfolgen Anfang der 1890er Jahre war für Ethel Smyth durch eine Reihe von Misserfolgen geprägt. Die deutschsprachigen Lieder und Balladen, die in England in den 1880er Jahren aufgeführt wurden, fanden keinen Widerhall, und Joseph Joachim ließ sich herablassend über ihre kammermusikalischen Kompositionen aus. 1887 kehrte sie nach Leipzig zurück und begegnete dort dem russischen Komponisten Pjotr I. Tschaikowski. Er beeinflusste ihre weitere kompositorische Entwicklung und regte sie an, sich vor allem auf dem Gebiet der Instrumentationslehre weiter auszubilden, was dazu führte, dass sie sich zunehmend großer Orchestermusik zuwandte. Die Instrumentation war während ihrer ersten Zeit in Leipzig vernachlässigt worden – in ihrer Biografie begründet sie dies damit, dass ihre Lehrer wesentlich von Brahms beeinflusst waren und für diesen die Instrumentation keine große Rolle gespielt hatte. Über Herzogenberg, der sie so maßgeblich in ihrer frühen Zeit beeinflusst hatte, schrieb sie später, seine Instrumentierungen seien so miserabel gewesen, dass sie seine orchestrierten Stücke, mit denen sie als Klavierduos bestens vertraut war, kaum wiedererkannte.

### Uraufführung der Messe in D
Ethel Smyths erster großer Erfolg, die Messe in D (englisch Mass in D), war die musikalische Verarbeitung einer heftigen Verliebtheit in die römisch-katholische Pauline Trevelyan. Die Messe in D ist eines ihrer wichtigsten Werke, sie selbst hielt es für ihre beste Arbeit. Die Uraufführung der Messe in der Royal Albert Hall in London verdankte sie jedoch letztlich ihren gesellschaftlichen Beziehungen. Zu den Bekannten der Familie gehörte auch die exilierte französische Kaiserin Eugénie de Montijo, die mit der Messe wohlvertraut war, da ein Teil des Werkes entstanden war, als Smyth zu Gast in ihrem Ferienhaus war. Sie arrangierte, dass Smyth Königin Viktoria und ihrem Hofstaat auf Schloss Balmoral Teile der Messe vorspielen durfte – ein Erlebnis, zu dem Smyth angesichts der dort allgegenwärtigen Schottenmuster auch anmerkte, dass es „schmerzhafter ästhetischer Konzessionen bedarf, Königin von Schottland zu sein“. Dieses Vorspiel und die Zusage Eugénies sowie mehrerer Mitglieder des britischen Königshauses, der Uraufführung beizuwohnen, sorgten dafür, dass sich die Konzertleitung der Royal Albert Hall bereit fand, die Messe der noch weitgehend unbekannten Komponistin im März 1893 aufzuführen. Diese Aufführung war ein Erfolg; George Bernard Shaw schrieb am 25. Januar 1893 eine ausführliche positive Besprechung ihrer Messe, während ein anderer Kritiker sich darüber amüsierte, „eine Komponistin zu sehen, die versucht, in dem hochfliegenden Bereiche der musikalischen Kunst zu steigen.“ 

### Erste Opernaufführungen
Trotz dieses Erfolges war es für Ethel Smyth schwierig, ein Opernhaus zu finden, das bereit war, ihre ersten Opern aufzuführen. Da es in Großbritannien nur eine einzige professionelle Opernbühne gab, versuchte sie, ihr Stück an einem der vielen deutschen Opernhäuser zur Aufführung zu bringen. Die anstrengende Rundreise zu den deutschen Bühnen absorbierte einen Großteil ihrer künstlerischen Energie: Wenn sie vor Ort Dirigenten fand, die ihre Werke aufführen wollten, fehlte es an Zustimmung seitens der Intendanz. Nachdem es ihr jedoch gelungen war, Großherzog Carl Alexander in Weimar für ihr Werk zu interessieren, kam ihre Oper Fantasio 1889 am Hoftheater Weimar zur Uraufführung. Wie Eva Weissweiler schrieb, war der Publikumserfolg beträchtlich, aber die aus allen Teilen Deutschlands zugereisten Kritiker ergingen sich in den üblichen Klischees. Nur die Orchestrierung wurde gelobt. Trotz einer hervorragenden Aufführung drei Jahre später begann sie an ihrem Werk so zu zweifeln, dass sie ihre Partitur im Garten ihres englischen Landhäuschens verbrannte.

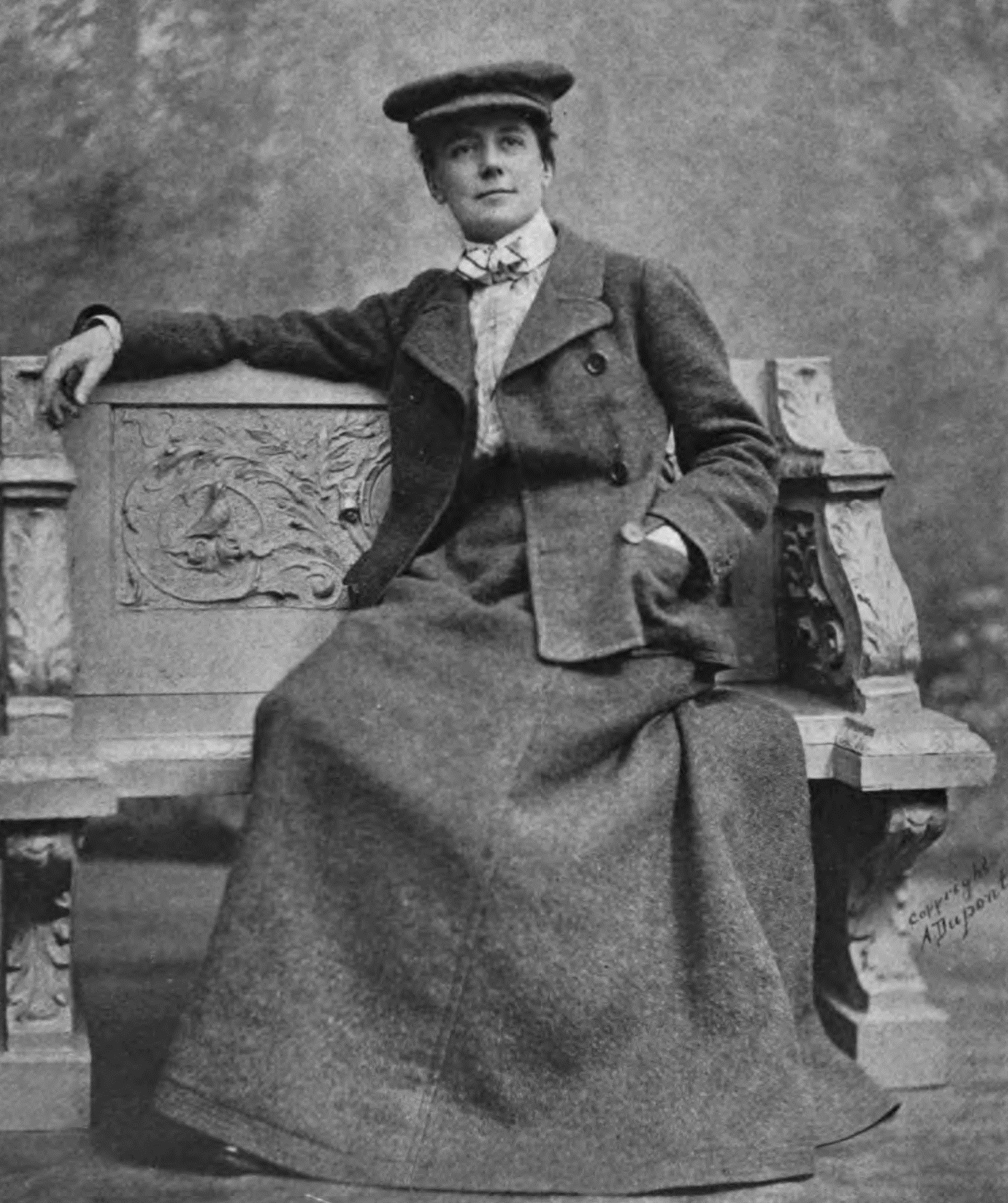
Ethel Smyth (um 1903)

Die Uraufführung der Oper Der Wald fand 1902 an der Staatsoper Berlin statt, fand dort jedoch kein begeistertes Publikum. Der Wald wurde noch im selben Jahr am Royal Opera House Covent Garden in London aufgeführt und ein Jahr später an der Metropolitan Opera in New York herausgebracht. Die Premiere in New York war ein voller Erfolg – ein Kritiker schrieb über den Abend:

„Die Sänger wurden immer wieder vor den Vorhang gerufen, und Miss Smyth hatte eine Ovation von nahezu zehn Minuten […] Sie ertrank fast in Blumen […] Miss Smyths Musik gehört entschieden der deutschen Schule an. Sie zeigt den Einfluß Wagners, imitiert ihn aber in keiner Weise.“

Der Wald war über 100 Jahre lang (bis zur Aufführung von Kaija Saariahos Oper L’amour de loin 2016) die einzige Oper einer Komponistin, die an der Met zur Aufführung gelangte.
Die schwierige Aufgabe, Bühnen zu finden, die ihre Opern aufführten, setzte sich trotz der erfolgreichen Aufführungen weiterhin fort. Zu den Personen, die sie persönlich überzeugen wollte, gehörte unter anderem auch der berühmte Dirigent Bruno Walter, der über die erste Begegnung mit ihr schrieb:

„Vor mir erschien eine hagere, etwa achtundvierzig Jahre alte Engländerin in farblosem sackartigen Gewand und erklärte mir, sie habe früher in Leipzig studiert, Brahms sei für ihre Kammermusik interessiert gewesen, ihre Oper Der Wald hätte ihre Aufführung in Dresden gehabt und nun sei sie hier, um uns in Wien mit ihrer letzten Oper nach Brousters [Walter meint hier Brewster] Les Naufrageurs bekannt zu machen. Ich sah unserer Zusammenkunft mit peinlichem Vorgefühl entgegen, aber noch hatte sie nicht zehn Minuten gespielt und mit unschöner Stimme dazu gesungen, als ich sie unterbrach, um zu Mahler hinüberzustürzen und ihn zu beschwören, mit mir zu kommen – mir spiele die Engländerin ihr Werk vor und sie sei ein wirklicher Komponist […] als wir uns trennten, stand ich völlig im Bann des Gehörten und ihrer Person.“

Aus dieser Begegnung entwickelte sich eine lebenslange Freundschaft. In Wien brachte Bruno Walter ihre Oper The Wreckers zwar nicht zur Aufführung, aber er dirigierte das Vorspiel zum zweiten Akt dieser Oper häufiger in Konzerten und dirigierte die Oper 1910 in London.

### Ethel Smyth und die englische Frauenbewegung
In ihrem autobiografischen Buch What Happened Next schrieb Ethel Smyth:

„Ich möchte, dass Frauen sich großen und schwierigen Aufgaben zuwenden. Sie sollen nicht dauernd an der Küste herumlungern, aus Angst davor, in See zu stechen. Ich habe weder Angst noch bin ich hilfsbedürftig; auf meine Art bin ich eine Entdeckerin, die fest an die Vorteile dieser Pionierarbeit glaubt.“

Smyth entzog sich jedoch lange der Unterstützung der Frauenbewegung. Sie hielt ein politisches Engagement für unvereinbar mit ihrer künstlerischen Kreativität und verließ England 1908, um nicht in die zunehmend radikaleren Auseinandersetzungen um das Frauenwahlrecht hineingezogen zu werden.
Sowohl die englische Frauenrechtlerin Emmeline Pankhurst als auch Rhoda Garrett hatten schon zuvor versucht, Smyth für ihre Sache zu gewinnen. Erst der Tod von Henry Brewster 1908, der bei ihr eine längere persönliche Krise auslöste, und Diskussionen mit Freunden wie dem Wiener Dramatiker Hermann Bahr und seiner Frau Anna von Mildenburg, einer berühmten Wagnerinterpretin, führten dazu, dass sich Smyth 1910 mit aller Konsequenz den militanten englischen Frauenrechtlerinnen anschloss und Mitglied der Organisation Women’s Social and Political Union wurde. Sie vernachlässigte in dieser Zeit ihre kompositorische Arbeit jedoch nicht völlig. 1910 entstanden ihre drei Sonnenaufgangslieder, deren drittes, The March of the Women, zur Hymne und zum Kampflied dieser Bewegung wurde. Die Uraufführung dieses Liedes fand am 21. Januar 1911 anlässlich einer Zeremonie an der Pall Mall in London statt.
Als Protest gegen die Verweigerung des Frauenwahlrechts provozierte Smyth bewusst ihre Verhaftung und eine anschließende zweimonatige Gefängnisstrafe, indem sie am 12. März 1912 die Fensterscheiben des britischen Kolonialsekretariats einwarf. Sie war damit Teil einer Gemeinschaftsaktion von insgesamt 150 bis 200 Frauen, die zum Zeichen ihres Kampfeswillens um das Frauenwahlrecht rund um die Londoner Oxford Street nahezu sämtliche Scheiben zerstörten. Der Dirigent Thomas Beecham besuchte sie im Holloway Prison, in dem Smyth mit zahlreichen weiteren englischen Frauenrechtlerinnen inhaftiert war. Über diesen Besuch schrieb er:

„Ich kam im Gefängnishof an und fand die edle Gruppe der Märtyrerinnen vor, wie sie dort auf- und abmarschierten und mit Herzenslust ihr Kriegslied ‚March of the Women‘ sangen, während die Komponistin wohlwollend aus einem der oberen Fenster zusah und dazu mit bacchantischer Energie den Takt mit einer Zahnbürste schlug.“

Smyth widmete zwei Jahre ihres Lebens intensiv den Zielen der britischen Frauenrechtsbewegung und unterstützte diese bis zum Ausbruch des Ersten Weltkriegs. Zur Unterstützung der Kriegsanstrengungen unterbrachen die Frauenrechtlerinnen während des Weltkriegs ihre Aktivitäten; nach dem Ersten Weltkrieg wurde ihnen das Wahlrecht zugesprochen.
Der Beitrag von Smyth zur Emanzipation der Frau liegt sicherlich nicht nur in ihrem aktiven Kampf für das Frauenwahlrecht. Bereits im Dezember 1911 schrieb Richard Specht in Der Merker über Smyth:

„Die Geringschätzung gegen Komponistinnen im allgemeinen ist von einer unbekümmert resoluten, keinem Hindernis ausweichenden, in froher Energie ihren Weg gehenden Engländerin über den Haufen gerannt – fast hätt’ ich gesagt: geboxt – worden. Eine sehr lebhafte, hagere, bewegliche Dame, trotz des leicht ergrauten Haars von siegreich erkämpfter, innerer Heiterkeit und ungeheurer, zäher Willenskraft, die es gezeigt hat, dass die Weiblichkeit kein Hemmnis für ursprüngliche tondichterische Produktion ist.“

Auch Virginia Woolf sah Smyth in dieser Rolle. In einer Rede vor der „National Society for Womens’s Service“ im Jahre 1931 sagte sie über ihre Freundin Smyth:

„Sie ist vom Stamm der Pioniere, der Bahnbrecher. Sie ist vorausgegangen und hat Bäume gefällt und Felsen gesprengt und Brücken gebaut und so den Weg bereitet für die, die nach ihr kommen. So ehren wir sie nicht nur als Musikerin und Schriftstellerin […] sondern auch als Felsensprengerin und Brückenbauerin.“

### 1913–1944
Nach zwei Jahren intensiven Mitkämpfens in der englischen Suffragettenbewegung wandte sich Ethel Smyth wieder verstärkt dem Komponieren zu. Da erste Anzeichen auftraten, dass ihr Gehör in Mitleidenschaft gezogen war, fuhr sie 1913 auf Anraten ihrer Ärzte nach Ägypten und begann dort an ihrer neuen Oper The Boatswain’s Mate zu arbeiten.
Um 1913 stellte sich bei ihr eine sich verstärkende Schwerhörigkeit ein, die schließlich in völlige Gehörlosigkeit mündete.
Die Zeit des Ersten Weltkriegs verbrachte Smyth überwiegend in Frankreich. Sie arbeitete von 1915 bis 1918 als Röntgenassistentin in der Nähe von Vichy. Der Krieg hatte tiefgreifende Auswirkungen auf ihr künstlerisches Schaffen: Ihre Oper The Boatswain’s Mate sollte in der Saison 1914/1915 am Frankfurter Opernhaus aufgeführt werden, und Bruno Walter wollte The Wreckers in München zur Aufführung bringen. Aufgrund des Kriegsausbruchs im August 1914 kam es nicht zu den geplanten Aufführungen.

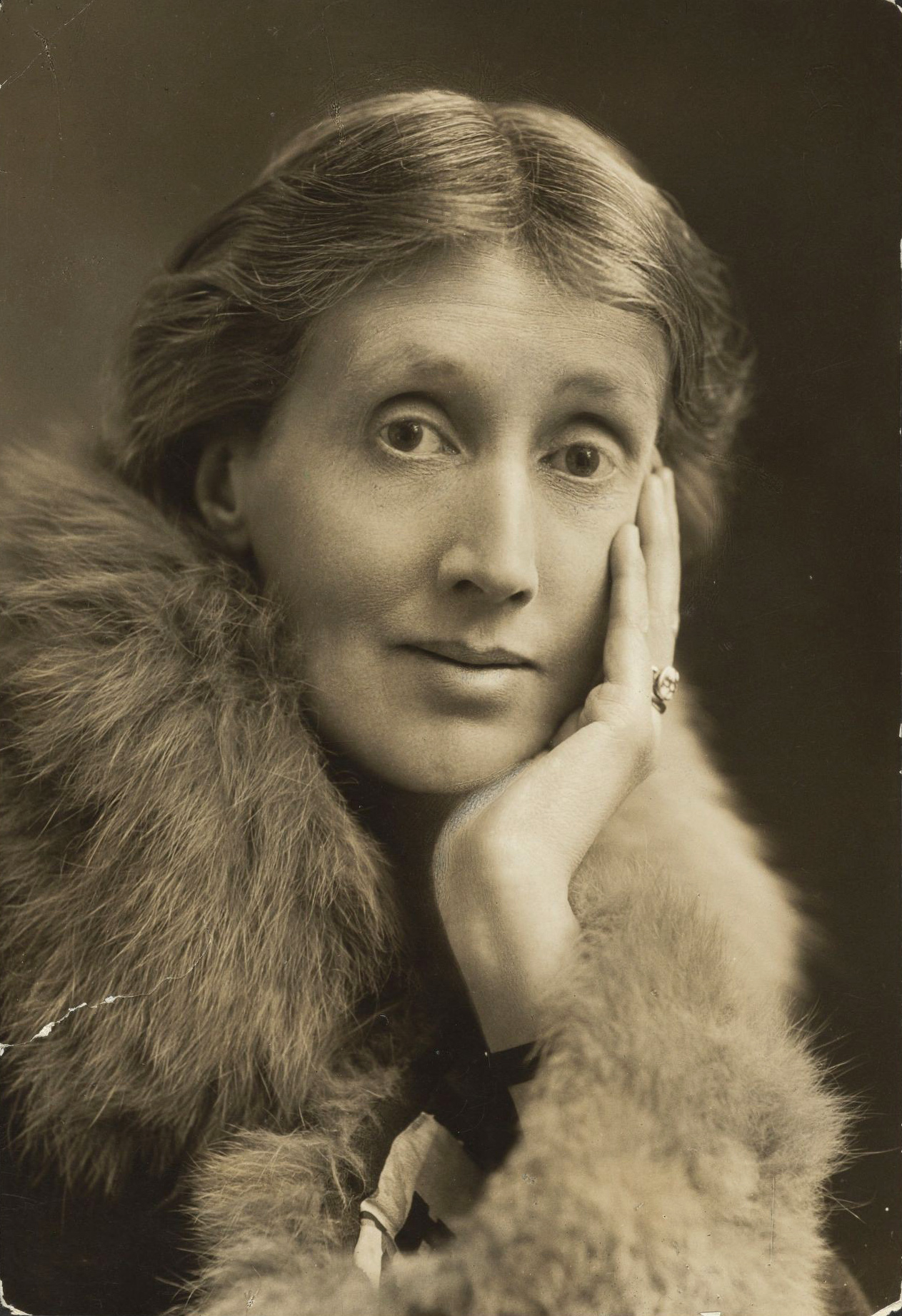
Porträt Virginia Woolf (1927)

In Vichy begann sie das erste ihrer autobiographischen Werke zu schreiben, das sofort nach Erscheinen ein großer Erfolg war und den Nebeneffekt hatte, dass aufgrund der so erzielten Popularität nach 1920 viele ihrer Kompositionen aufgeführt wurden, dass Rundfunkproduktionen mit ihren Arbeiten entstanden und Thomas Beecham The Prison für die BBC produzierte.
The Prison war ihr Spätwerk und entstand trotz fortgeschrittener Taubheit. Mit dieser Symphonie für Soli, Chor und Orchester wollte Smyth die Lebensphilosophie ihres langjährigen Freundes Henry Brewster bekanntmachen. Im Jahr 1930 dirigierte sie die Londoner Metropolitan Police Band zur Einweihung eines Denkmals für ihre längst verstorbene Freundin Emmeline Pankhurst in den Victoria Tower Gardens.
In ihren letzten Lebensjahren wandte sie sich fast ausschließlich dem Schreiben zu. Sie fühlte sich sehr heftig zu der 24 Jahre jüngeren Virginia Woolf hingezogen, der sie jahrelang fast täglich schrieb. Woolf spottete häufig über sie. In einem Brief an Vita Sackville-West schrieb Woolf beispielsweise über ihre Freundin: „Ethels neuer Hund ist tot. Die Wahrheit ist, kein Hund kann die Anstrengung aushalten, mit Ethel zu leben“. Gleichzeitig war die Beziehung für beide jedoch bereichernd.
Ethel Smyth starb 1944 im Alter von 86 Jahren im Vollbesitz ihrer geistigen Kräfte an einer Lungenentzündung. Ihre Asche wurde – ihrer testamentarischen Verfügung nach – im Waldstück in der Nähe ihres Hauses in Woking verstreut, getätigt von ihrem Bruder Bob unter Abspielung von Musik aus ihrer Oper The Prison.

## Komponistin Ethel Smyth

### Frau und Komponist
Ähnlich wie Fanny Hensel geb. Mendelssohn oder Clara Schumann, deren Kompositionen von Hans von Bülow zum Anlass genommen wurden, Frauen generell die Fähigkeit zum Komponieren abzusprechen, machte Ethel Smyth die Erfahrung, welche Geringschätzung Komponistinnen entgegengebracht wurde. Sie erlebte, wie Brahms, der sich eben noch ernsthaft mit einer ihrer Fugen auseinandergesetzt hatte, beleidigend wurde, als er erfuhr, dass er sich mit der Komposition einer Frau beschäftigt hatte. Jeglicher ernsthaften Diskussion mit ihr über ihr Werk entzog er sich. Noch Jahre später schrieb sie in ihren Erinnerungen Ein stürmischer Winter zornig über diese Episode:

„Plötzlich hatte er sich daran erinnert, dass ich ja eine Frau war, die ernstzunehmen unter der Würde eines Mannes war, und die Qualität der Arbeit, die er, wäre ich ein Mann gewesen, gegen alles und jeden verteidigt hätte, vergaß er dabei einfach.“

Später amüsierte sich Ethel Smyth über die Einigkeit der Musikkritiker darüber, dass ihrer Arbeit jeglicher feminine Charme fehle. Und dem Wagner-Dirigenten Hermann Levi, der nach dem Hören eines ihrer großen Chorwerke sagte, „Ich hätte nie geglaubt, dass eine Frau so etwas geschrieben hat“, erwiderte sie: „Nein, und mehr noch: Sie werden es auch in einer Woche noch nicht glauben.“

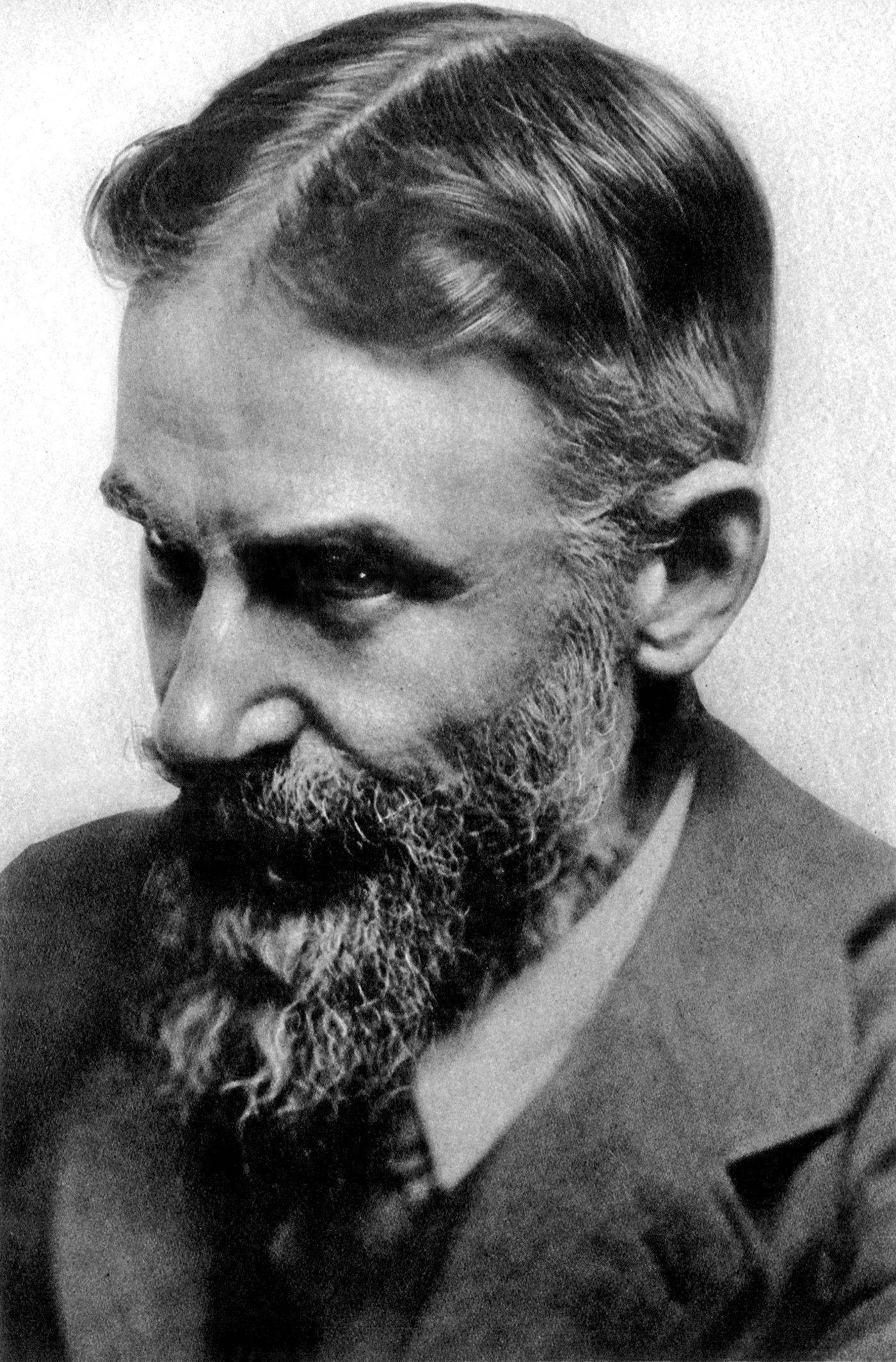
George Bernard Shaw zählte zu den Förderern von Smyths Musik

Einen wohlwollenden Kritiker, der sie über Jahrzehnte begleitete, fand Smyth dagegen in George Bernard Shaw. Er war derjenige, der sich von Beginn an weigerte, dem Geschlecht des Komponisten in der Bewertung des Werkes irgendeine Bedeutung beizumessen. Er verglich ihre Arbeiten mit Händel und stellte ironisch die Überlegung an, wie viel „männlicher“ im Vergleich zu Händel ihre Arbeit und wie „feminin“ die Arbeiten von Mendelssohn und Arthur Sullivan seien.
Neben Shaw schätzten aber auch namhafte Musikschaffende wie Bruno Walter, Arthur Nikisch und Thomas Beecham ihre Arbeiten und waren maßgeblich daran beteiligt, dass ihre Werke zur Aufführung kamen. Sängerinnen wie beispielsweise Blanche Marchesi verzichteten auf ihr Honorar, um Werke von Smyth aufzuführen.
Wie andere, vergleichbar begabte Komponisten musste Smyth um ihre Anerkennung als Musikschaffende kämpfen. Ob ihre öffentliche Anerkennung dadurch beeinträchtigt wurde, dass sie eine Frau war, oder die Exotik als komponierende Frau ihr eher zu größerer Bekanntheit verhalf, ist ein noch immer nicht entschiedener Disput zwischen Musikwissenschaftlern. Smyth selbst empfand ihr Geschlecht als hinderlich in ihrer künstlerischen Entwicklung, und die Musikwissenschaftlerin Eva Rieger weist auf eine nicht unwesentliche Einschränkung hin, die Smyth als Frau hinnehmen musste:

„Zeitlebens willens, hauptberuflich als Komponistin zu arbeiten, fand sie nie die Möglichkeit einer beruflichen Verankerung. Ihre männlichen Kollegen waren dagegen ausnahmslos in lukrativen Stellen untergebracht, die ihnen ökonomische Sicherheit und viel Zeit für ihre Arbeit boten.“

Smyth selbst schrieb über ihre Musik:

„Der genaue Wert meiner Musik wird wahrscheinlich erst dann erkannt werden, wenn nichts von mir übriggeblieben ist als geschlechtslose Punkte und Striche auf liniertem Papier […] Wenn das kümmerliche Rinnsal eines persönlichen Schicksals mit dem Strom menschlicher Erfahrungen davongetragen wird; wenn auch nur ein Quentchen von alledem ins Werk eines Künstlers einfließt, lohnte es sich, dieses Werk verfaßt zu haben. Und sollten andere jetzt oder nach meinem Tod nur ein schwaches Echo eines solchen Geistes in meiner Musik erfassen, dann ist alles gut, und mehr als gut.“

### Kompositorisches Werk
Ethel Smyth hat ein Werk hinterlassen, das von Kammermusik über Madrigale und Chorwerke und Opern bis zu Sinfonien reicht. Ihr Œuvre ist insgesamt jedoch verhältnismäßig klein. Einige der Manuskripte gelten als verschollen: so beispielsweise das „Prelude and Fuge for Thin People“, das ca. 1883 entstand.
Bis 1887 schrieb sie ausschließlich Kammermusik wie beispielsweise ihr Streichquintett in E-Dur, op. 1, das 1884 entstand. Insbesondere in diesen Werken zeigt sich, dass ihre musikalische Ausbildung vor allem in Leipzig stattgefunden hatte und sie stark von der deutschen Spätromantik beeinflusst war. Nach dem Erfolg der „Messe in D“, die sich – wie Eva Rieger in ihrem Essay über Smyth schrieb – durch „meisterhafte kontrapunktische Partien und farbige Instrumentierung“ auszeichnet, wandte sie sich vor allem der Oper zu, die als Genre sowohl ihrer Fähigkeit zu Dramatik als auch zur kraftvollen und lebendigen Orchestrierung entsprach.
The Wreckers (deutsch: Strandrecht) gilt bis heute als Smyths wichtigstes Bühnenwerk. Der Musikkritiker Richard Specht widmete unter dem Eindruck dieser Oper im Dezember 1911 in der Zeitschrift Der Merker sowohl Smyth als auch ihrem Werk einen langen Artikel, in dem er unter anderem schrieb:

„Dieses ‚Strandrecht‘ aber, gegen das sich zuerst manches wehrt, dessen herbe Trostlosigkeit anfangs verstört und beunruhigt, lässt einen bald nicht mehr los. In dieser großen dramatischen Ballade ist ein Ton von einer trotzig verzweifelten Leidenschaft und einer unbarmherzigen Kraft, der auch im Abstoßenden unwiderstehlich ist. Eine finstere Sage kornwallischer Überlieferung, die Ethel Smyth von den Fischern dieser Küste gehört hat und die sie sich zu einer Dichtung von unheimlicher und drohender Wirkung gestalten ließ.“

Der Dirigent Thomas Beecham hielt sowohl Teile ihrer Oper The Wreckers als auch das Chorwerk Hey Nonny No und einige ihrer Lieder für einzigartig in der zeitgenössischen Musik. Zeitgenössisch war ihre Musik in jedem Fall, sie blieb jedoch immer der Spätromantik verhaftet, so dass Kritiker ihr auch „deutsche Schwermütigkeit brahmsscher Prägung“ vorwarfen.

### Wiederentdeckung
Heute gehören Ethel Smyths Werke weder in Großbritannien noch in Deutschland zum Standardrepertoire der Konzerthäuser und Opernbühnen. Auch das ist ein Schicksal, das sie mit anderen, ähnlich begabten (männlichen) Komponisten teilt wie beispielsweise Ralph Vaughan Williams und Arnold Bax.
Mittlerweile werden ihre Werke aber zunehmend wieder aufgeführt: Der Norddeutsche Rundfunk spielte im September 2004 eines ihrer kammermusikalischen Werke ein. Die deutsche Erstaufführung ihrer Messe in D fand 1995 im Rahmen der Musikfestspiele Saar in St. Ingbert statt, weitere Aufführungen folgten 1997 in Stuttgart und 2002 in Mannheim. In den letzten Jahren sind darüber hinaus eine Reihe neuer Aufnahmen mit ihrem Werk entstanden.
Neben der Tatsache, dass sie ohne Frage eine sehr fähige Komponistin war, deren Werk sich mit dem ihrer männlichen Zeitgenossen messen kann, trägt dazu auch bei, dass die Frauenbewegung der 1970er und 1980er Jahre die Aufmerksamkeit auf kunstschaffende Frauen lenkte, so dass heute sowohl Musikschaffende als auch das Publikum willens und neugierig sind, sich mit dem kompositorischen Werk einer Frau auseinanderzusetzen.
In den letzten Jahren hat auch die musikwissenschaftliche Erforschung von Smyths Leben und Werken einen bedeutenden Aufschwung genommen, parallel zu ihrer Wiederentdeckung im Konzertleben. Während noch einiges an Grundlagenarbeit aussteht (z. B. Werkverzeichnis, Katalog ihrer Briefe, Erschließung der Skizzen und Handschriften, Editionen), sind die meisten Aufsätze und Studien, soweit sie nicht konventionellen biographischen Ansätzen folgen, der „New Musicology“ bzw. „Queer Musicology“ zuzurechnen. Anlässlich von Smyths 150. Geburtstag fanden im November 2008 ein mehrtägiges Ethel-Smyth-Festival in Detmold sowie ein eintägiges Symposium an der Universität Oxford statt. Am 17. Juli 2009 wurde die Internationale Ethel-Smyth-Gesellschaft (International Ethel Smyth Society) als Förderverein gegründet, die allgemein die Erforschung und Wiederbelebung der Werke Smyth' vorantreiben und besonders die Arbeit der Ethel-Smyth-Forschungsstelle am Musikwissenschaftlichen Seminar Detmold-Paderborn unterstützen soll.
Die Universität für Musik und darstellende Kunst Wien präsentierte 2019 in einem Konzert im Rahmen der Europride Musik von Ethel Smyth im Kontext von Stücken homosexueller Zeitgenossen, darunter Elisabeth von Herzogenberg und Mathilde Kralik.
Die New York Times besprach am 7. August 2020 die erste Aufnahme ihres Werks The Prison (Chandos Records).

## Ethel Smyth als Schriftstellerin
Bruno Walter schrieb in seiner Autobiografie Thema und Variationen über Ethel Smyth:

„Ethel Smyth […] hatte eine flammende Seele. Sie brannte ununterbrochen, ob sie komponierte, ob sie schrieb […] ob sie als Suffragette agitierte, ob sie in einer Art Kimono ein Orchester dirigierte oder ob sie sich unterhielt.“

Da keine Filmdokumente über Smyth vorliegen, ist das Lesen ihrer autobiografischen Werke heute die beste Methode, sich einen Eindruck davon zu verschaffen, inwieweit Walters Urteil über die Persönlichkeit von Smyth zutrifft. Es gibt (männliche) Kritiker, die behaupten, Smyth hätte besser eine Karriere als Schriftstellerin denn als Komponistin verfolgen sollen. Virginia Woolf, für die Schreiben zwar Lebenselixier, aber gleichzeitig eine Qual war, kommentierte in ihrer Rede vor der National Society for Women’s Service ein wenig neidvoll, dass Smyth „ohne jede Übung in meiner Kunst ein Meisterwerk“ hinwerfen könne.
Unabhängig davon, ob Woolfs Urteil über den literarischen Wert von Smyths Büchern zutrifft, sind ihre Werke wichtige Zeitdokumente. Sie begegnete im Laufe ihres Lebens sowohl wesentlichen Persönlichkeiten der kulturellen Szene als auch Personen aus den damaligen Herrscherhäusern. Sie war Tischpartnerin von Kaiser Wilhelm II., Gast von Königin Viktoria von Großbritannien, Freundin der französischen Ex-Kaiserin Eugénie und wurde von Winnaretta Singer, der Fürstin Edmond de Polignac, gefördert. Ganz gleich, ob sie den angemessenen Umgang zwischen einer französischen Ex-Kaiserin und einer herrschenden britischen Königin beim Durchschreiten einer Tür schildert oder ob sie beschreibt, wie sie mit Emmeline Pankhurst das Einwerfen von Fensterscheiben übt, immer geschieht dies mit Beobachtungsgabe und Ironie.

## Ehrungen

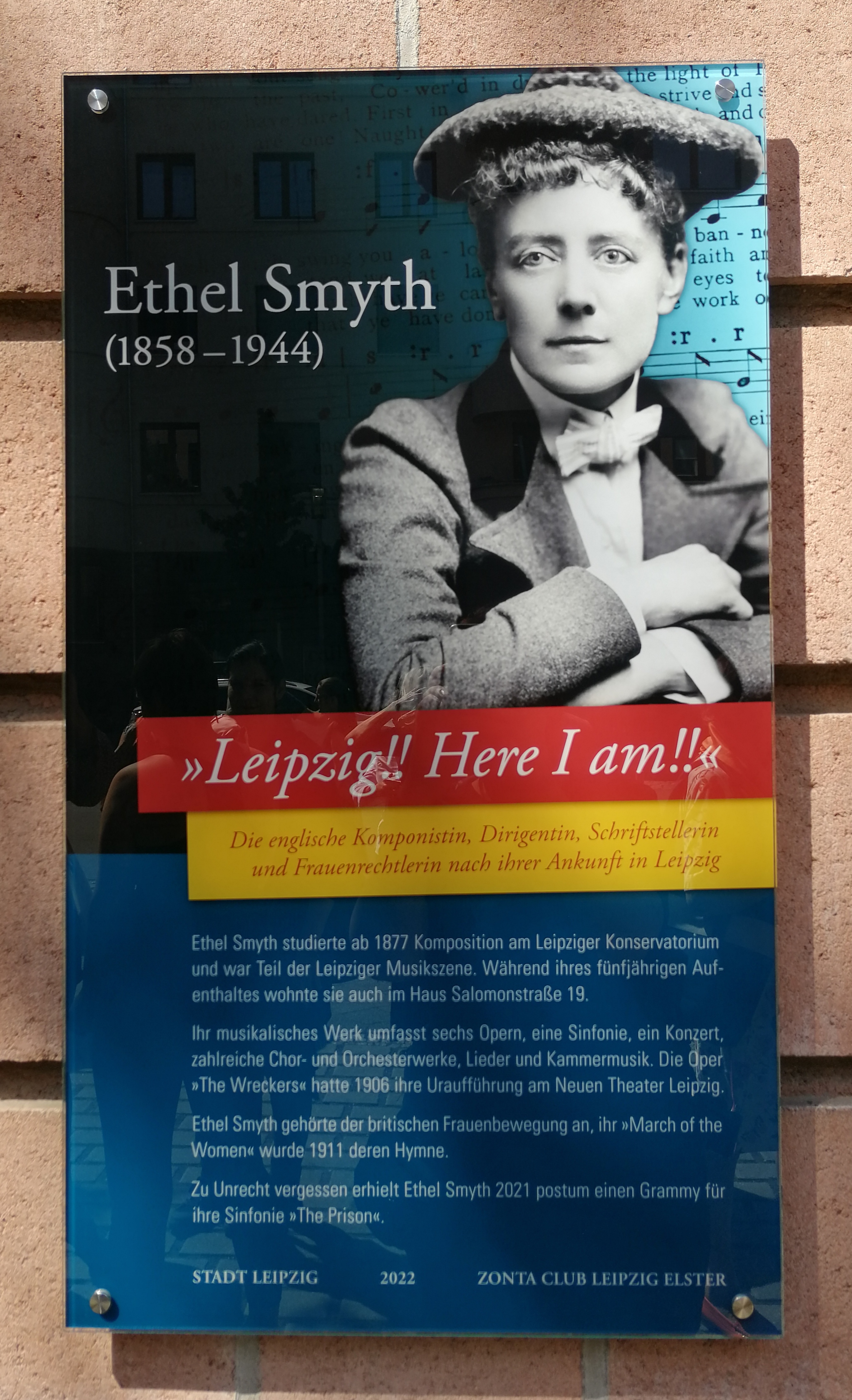
Gedenktafel für Ethel Smyth in Leipzig

Im Jahr 1881 erhielt sie ein Stipendium der Felix-Mendelssohn-Bartholdy-Stiftung für Komposition. Bereits 1910 erhielt Ethel Smyth die Ehrendoktorwürde der University of Durham, der 1926 eine zweite durch die Universität Oxford und 1928 eine dritte durch die University of St Andrews folgten. 1922 machte König Georg V. sie zur Dame Commander des Order of the British Empire.
Anlässlich ihres 75. Geburtstags wurde sie im Vereinigten Königreich im großen Stil gefeiert. Die Feierlichkeiten begannen mit einem Konzert in der Queen’s Hall und einem Dinner mit dreihundert Gästen. Der Abschluss war am 3. März die von Thomas Beecham dirigierte Aufführung ihrer Messe in D in der Royal Albert Hall. Sie selbst war zu diesem Zeitpunkt schon fast völlig gehörlos, verfolgte die Aufführung aber gemeinsam mit Königin Mary von der königlichen Loge aus.
Sie fand Eingang in die bildende Kunst des 20. Jahrhunderts. Die feministische Künstlerin Judy Chicago widmete ihr in ihrer Arbeit The Dinner Party eines der 39 Gedecke am Tisch.
Die Stadt Leipzig hat am 28. Juli 2022 in der Salomonstraße 19 eine Gedenktafel für Ethel Smyth als einer der bedeutendsten Frauenpersönlichkeiten der Stadt, gewidmet.

## Werke

### Kompositionen (Auswahl)

#### Instrumentalmusik
- Klaviersonate Nr. 1 C-Dur
- Klaviersonate Nr. 2 cis-Moll „Geistinger Sonate“ (1877)
- Klaviersonate Nr. 3 D-Dur
- Serenade in D (1889–1890)
- Streichtrio D-Dur (UA Berlin 2008 Pythagoras Strings)
- Streichquartett c-moll (1881) UA 23. April 2011 Konzerthaus Berlin
- Streichquartett e-Moll (1914)
- Streichquintett E-Dur op. 1 für 2 Violinen, Viola und 2 Violoncelli (1883), UA Gewandhaus (Leipzig), 26. Januar 1884
- Streichquintett h-Moll (1884)
- Sonate a-Moll op. 7 für Violine und Klavier (1887), UA Gewandhaus Leipzig, 20. November 1887 (mit Adolph Brodsky und Fanny Davies)
- Sonate a-Moll op. 5 für Violoncello und Klavier (1887), UA 8. Dezember 1926
- Sinfonie für kleines Orchester (1878–1884)
- Zwei Trios für Violine, Oboe und Klavier (1927)
- Variationen über „Bonny Sweet Robin“ für Flöte, Oboe und Klavier (1928)
- Fünf Choralpräludien für Orgel (1887)
- Konzert für Violine, Horn und Orchester (1928)

#### Vokalmusik
- Lieder und Balladen für Stimme und Klavier, op. 3 (1877)
- Lieder für Stimme und Klavier, op. 4 (1877)
- Eight Songs für Stimme und Klavier nach deutschen Texten (1879)
- The Song of Love, Kantate für Sopran, Tenor, Chor und Orchester, op. 8 (1888, unpublished)
- Three Moods of the Sea für Stimme und Orchester (1913)
- Three Songs für Stimme und Klavier (1913)
- Messe in D (englisch Mass in D), UA Royal Albert Hall London 1893
- Hey Nonny No für Chor und Orchester (1911)
- Songs of Sunrise für Frauenchor a cappella (1911)
- Sleepless Dreams für Chor und Orchester (1912)
- The Prison für Soli, Chor und Orchester (1930)

#### Opern
- Fantasio, Libretto nach Alfred de Musset von Henry Brewster, Uraufführung: Hoftheater Weimar, 24. Mai 1898
- Der Wald, Musik-Drama mit Prolog und Epilog in einem Akt, Uraufführung: Hofoper Berlin, 9. April 1902
- The Wreckers (dt. Strandrecht, auch Strandräuber), lyrisches Drama in drei Akten, Uraufführung: Neues Theater Leipzig, 11. November 1906
- The Boatswain’s Mate, komische Oper in einem Akt nach einer Kurzgeschichte von W. W. Jacobs, Uraufführung: Shaftesbury Theatre London, 28. Januar 1916
- Fête Galante, Oper in einem Akt nach einer Kurzgeschichte von Maurice Baring, UA Birmingham Repertory Opera, 4. Juni 1923
- Entente Cordiale, komische Oper in einem Akt, UA in studentischer Produktion: Royal College of Music, 22. Juli 1925, UA Theatre Royal, Bristol, 20. Oktober 1926

### Schriften (Auswahl)
- Impressions That Remained. 2 Bände. London / New York 1919, Vol. 1 – Internet Archive, Vol. 2 – Internet Archive. Neuausgabe in 1 Band, 1946.
- Streaks of Life. London / New York 1921, archive.org.
- A Three-Legged Tour in Greece. London 1927.
- A Final Burning of Boats. London / New York 1928, archive.org.
- Female Piping in Eden. London / New York 1933.
- Beecham and Pharao. London 1935.
- As Time Went On. London / New York 1936, archive.org.
- Inordinate (?) Affection. London 1936.
- Maurice Baring. William Heineman, London 1938.
- What Happened Next. London / New York 1940.
- A Fresh Start. Unveröffentlichtes Manuskript. 1941: Special Collections Harlan Hatcher Graduate Library, University of Michigan, Ann Arbor.

Deutsche Auswahlausgabe
- Eva Rieger (Hrsg.): Ein stürmischer Winter. Erinnerungen einer streitbaren englischen Komponistin. (Auszüge aus den autobiografischen Büchern von Ethel Smyth) Bärenreiter, Kassel 1988, ISBN 3-7618-0923-9.

Erinnerungen
- Paukenschläge aus dem Paradies. Erinnerungen. Hrsg. und übersetzt von Heddi Feilhauer. Ebersbach & Simon, Berlin 2023, ISBN 978-3-86915-286-8.

## Diskografie
(Auswahl)
- Mass in D, Mrs. Waters’ Aria from The Boatswain’s Mate, The March of the Women. Eiddwen Harrhy, Janis Hardy, Dan Dressen, James Bohn, The Plymouth Music Series Chorus and Orchestra, Leitung: Philip Brunelle. Virgin Classics, 1991.
- Kammermusik und Lieder Vol. 1–4: Violinsonate a-Moll op. 7, Cellosonaten a-Moll op. 5 und c-Moll, Streichquintett E-Dur op. 1, Streichquartett e-Moll, Lieder, Balladen, Three Moods of the Sea, Doppelkonzert für Violine, Horn und Klavier, Céline Dutilly, Renate Eggebrecht, Franz Draxinger, Friedemann Kupsa, Melinda Paulsen, Maarten Koningsberger, Kelvin Grout. Troubadisc, 1992–1997.
- The Wreckers. Anne-Marie Owens, Justin Lavender, Peter Sidhom, David Wilson-Johnson, Judith Howarth, Anthony Roden u. a., Huddersfield Choral Society, BBC Philharmonic, Leitung: Odaline de la Martinez. Conifer Records, 1994.
- Complete Piano Works. Liana Serbescu. cpo, 1995.
- Konzert für Violine, Horn und Orchester. Saschko Gawriloff, Marie-Luise Neunecker, Radio-Philharmonie Hannover des NDR, Leitung: Uri Mayer. Koch Classics, 1995 (auf Horn Concertos/Hornkonzerte).
- Konzert für Violine, Horn und Orchester, Serenade in D. Sophie Langdon, Richard Watkins, BBC Philharmonic, Leitung: Odaline de la Martinez. Chandos Records, 1996.
- Sonate Nr. 2 cis-Moll, Interpretin: Kyra Steckeweh, Label: Deutschlandradio/Kaleidos, 2021.